# Donji Striževac
Donji Striževac (cyr. Доњи Стрижевац) – wieś w Serbii, w okręgu pirockim, w gminie Babušnica. W 2011 roku liczyła 227 mieszkańców.